# Colobothea viehmanni
Colobothea viehmanni är en skalbaggsart som beskrevs av Monné och Martins 1979. Colobothea viehmanni ingår i släktet Colobothea och familjen långhorningar. Inga underarter finns listade i Catalogue of Life.